# Paphiopedilum glanzii
Paphiopedilum glanzii är en orkidéart som beskrevs av Olaf Gruss och Holger Perner. Paphiopedilum glanzii ingår i släktet Paphiopedilum och familjen orkidéer. Inga underarter finns listade i Catalogue of Life.